# 科学哲学 (学術雑誌)
『科学哲学』（かがくてつがく）は、日本科学哲学会が発行する、科学哲学の学術雑誌。

## 概要
創刊は1968年。1997年までは年1回、1998年以後は年2回発行されている。科学哲学分野の話題を中心に、数学の哲学、論理学の哲学、生物学の哲学、時空の哲学、心の哲学などを取り扱う。
第1号（1968年）から第40号2巻（2007年）までのコンテンツをJournal@rchiveで、第41号（2008年）から最新号までがJ-STAGEで、それぞれ全文無料公開されている。

## 主な寄稿者
次のような哲学者たちが論文を寄せている（以下一部、50音順）
| - 大森荘蔵 - 飯田隆 - 伊勢田哲治 - 入不二基義 - 内井惣七 - 黒田亘 | - 小林道夫 - 坂本百大 - 沢田允茂 - 柴田正良 - 田中一之 - 戸田山和久 | - 永井均 - 西脇与作 - 野家啓一 - 信原幸弘 - 野矢茂樹 - 長谷川真理子 | - 三浦俊彦 - 村上陽一郎 |